# Eumenes macedonicus
Eumenes macedonicus är en stekelart som beskrevs av Blüthgen 1952. Eumenes macedonicus ingår i släktet krukmakargetingar, och familjen Eumenidae. Inga underarter finns listade i Catalogue of Life.